# Einscheibentrockenkupplung

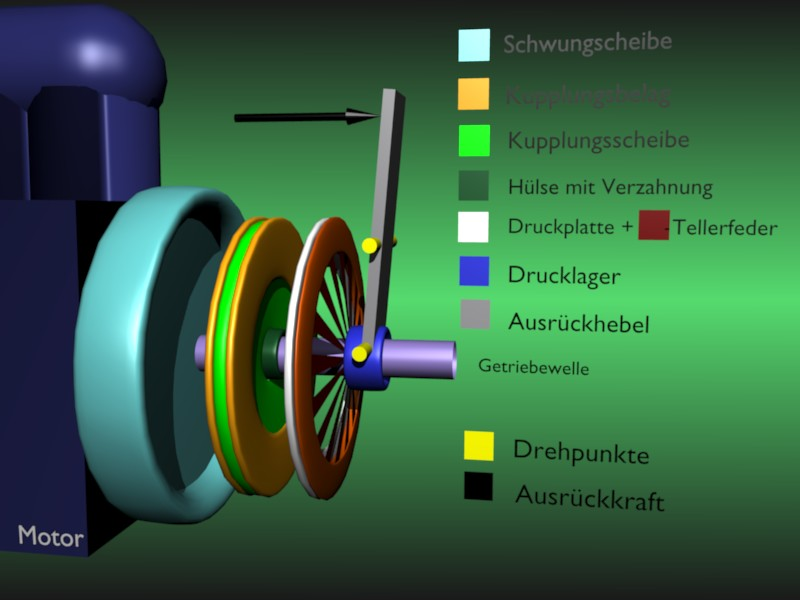
Schema einer Einscheibentrockenkupplung. Der beidseitige Kupplungsbelag der Kupplungsscheibe ist orange dargestellt.

Die Einscheibentrockenkupplung wird hauptsächlich in Kraftfahrzeugen eingebaut, um den Kraftfluss zwischen einem Motor und Getriebe beim Anfahren oder Gangwechsel zu trennen und zu schließen sowie die Drehzahl zwischen Motorabtrieb und Getriebeantrieb anzugleichen. Sie besteht aus einer Kupplungsscheibe, die von einer oder mehreren Federn mit einer Druckplatte an die Schwungscheibe des Motors gepresst wird. Beim Betätigen der Kupplung wird der Federdruck vom Ausrückhebel überwunden, die Scheibe kann frei drehen – die Kupplung trennt. Seit Ende der 1960er Jahre werden Kupplungen in der Regel mit einer Membranfeder ausgeführt.

## Anforderung

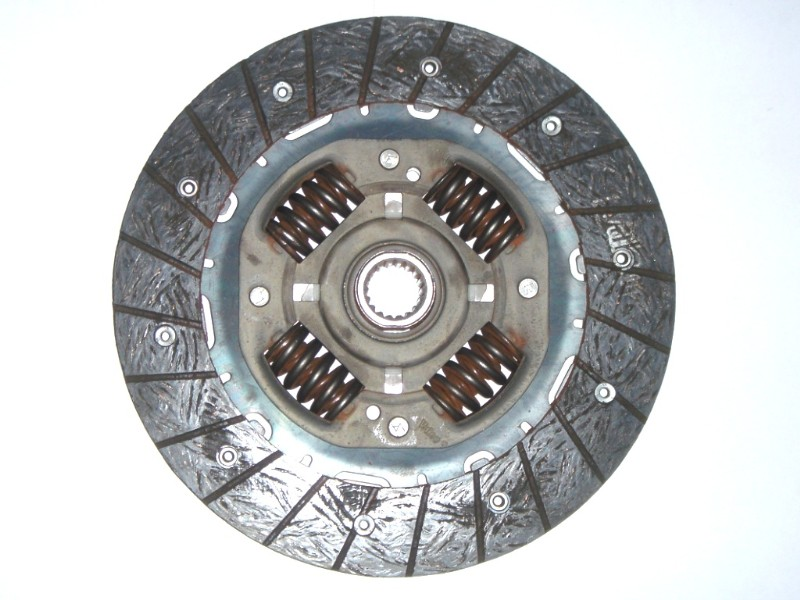
Kupplungsscheibe eines modernen Pkw mit den vier Spiralfedern zur Schwingungsdämpfung

Die Einscheibentrockenkupplung ist eine im Betrieb schaltbare Reibungskupplung, d. h., sie nutzt den Reibungswiderstand zwischen zwei Platten, um Kräfte von einer Platte auf eine andere zu übertragen. Das übertragbare Drehmoment ist dabei abhängig von
- dem wirksamen Halbmesser der Reibfläche,
- der Haftreibungszahl der Materialpaarung der Reibflächen und
- der Kraft, mit der die Scheiben (Schwungscheibe, Kupplungsscheibe mit Belag/sogenannte Mitnehmerscheibe und Druckplatte) aneinander gepresst werden.

Um den Durchmesser der Kupplung zu minimieren, muss der Belag einen hohen Reibwert haben, d. h., das Drehmoment des Übergangs von der Haftreibung zur Gleitreibung muss deutlich über dem Drehmoment des Motors liegen. Bei jedem Schaltvorgang muss die Kupplung den Kraftschluss zwischen Motor und Getriebe trennen, da Schalten unter Last (während das Getriebe das Drehmoment des Motors überträgt) die Lebensdauer der Synchronisierungen von Zahnradgetrieben erheblich verkürzen kann. Beim Anfahren muss die Kupplung durch abnehmende Gleitreibung (der Mitnehmerscheibe zwischen der Schwungscheibe und der Druckplatte) zwischen Motor und Getriebe die Möglichkeit eines weichen Anfahrens bis zur Haftreibung der Kupplung (Pedal losgelassen) ermöglichen. Beim Anfahren leistet die Kupplung eine große Reibarbeit (vergleichbar mit dem Hochlauf einer Schwungmasse); beim Schalten zwischen zwei Gängen geht die Reibarbeit theoretisch gegen Null, wenn Motor und Getriebeeingangswelle vor dem Einkuppeln die gleiche Drehzahl haben. Deshalb kann das Pedal hier viel schneller losgelassen werden als beim Anfahren.
Die Arbeitsweise der Kupplung hat einen starken mechanischen Abrieb zur Folge. Bei häufigen Betrieb im Bereich der Gleitreibung steigt die thermische Belastung enorm. Daher muss die Kupplungsscheibe eine hohe Verschleißfestigkeit und eine hohe Temperaturfestigkeit aufweisen. In der Praxis verwendet man Materialien, die denen von Bremsbelägen ähnlich sind. Die Übertragung von Drehmoment im vollständig eingekuppelten Zustand erfolgt mit einem Wirkungsgrad von annähernd 100 Prozent. Zusätzlich wird die Möglichkeit einer Überlastsicherung gefordert (z. B. Blockaden im Antriebsstrang, plötzliches Einkuppeln). Moderne Einscheibentrockenkupplungen erfüllen diese Anforderungen.

## Aufbau und Funktion

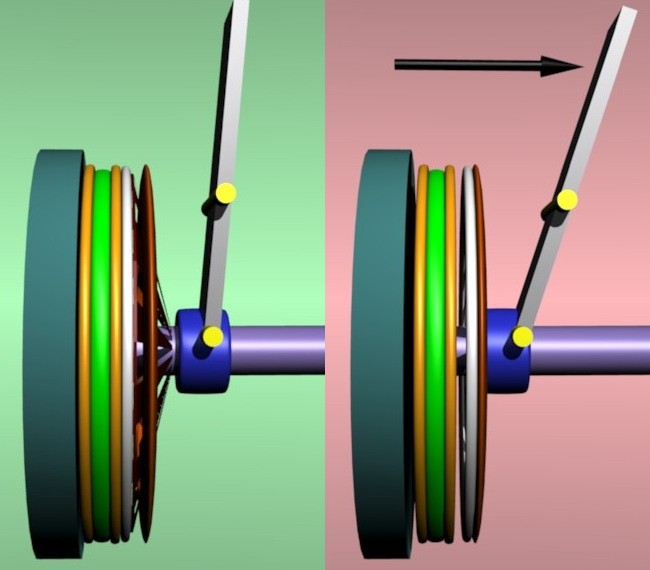
Funktionsweise grün: eingekuppelt; rot: ausgekuppelt. Die Spaltmaße liegen aber bei einer richtigen Kupplung nur im Millimeterbereich.

### Tellerfederkupplung
Die Einheit aus Druckplatte (in der Abbildung weiß) und Tellerfeder (rot) ist mit der Schwungscheibe (links) drehfest verbunden. Die Kupplungsscheibe (grün) mit den Reibbelägen (orange) ist auf der Getriebewelle mittels einer Verzahnung (dunkelgrün) verschiebbar befestigt.
Der Ausrückhebel (grau) wirkt auf das Drucklager (blau) und drückt gegen die Tellerfeder in Richtung der Schwungscheibe. Dadurch wird die Druckplatte durch ein Hebelsystem in Richtung des Getriebes bewegt. Die Kupplungsscheibe ist entlastet und überträgt keine Drehbewegung auf die Getriebewelle. Wirkt keine Kraft auf den Ausrückhebel, so übt das Drucklager keinen Druck auf die Tellerfeder aus. Die Tellerfeder drückt die Druckplatte auf die Kupplungsplatte und schiebt diese gegen die Schwungscheibe. Der Kraftschluss wird hergestellt, die Getriebewelle dreht sich mit der vollen Motordrehzahl.
Bei nur halb gedrücktem Ausrückhebel (z. B. beim Anfahren) kann die Tellerfeder nur einen Teil ihrer Kraft auf die Druckplatte übertragen. Dadurch wird die Kupplungsscheibe nicht richtig eingeklemmt und rutscht kontinuierlich durch. Man spricht vom Schleifen. Die übertragene Kraft und Drehzahl sind abhängig von der Motordrehzahl, der Stellung des Ausrückhebels und dem Reibwert der Reibbeläge. Das maximal übertragbare Drehmoment verhält sich proportional zur Anpresskraft der Tellerfeder.
Die Kupplungsscheiben werden häufig mit Drehschwingungsdämpfer oder Drehschwingungsfedern ausgestattet. Falls kein Zweimassen-Schwungrad montiert ist, sorgen diese in den Zwischenlagen tangential angebrachten Schraubenfedern, die eine begrenzte radiale Verdrehung zulassen, für eine Dämpfung von Getriebegeräuschen (Rasseln) und Schwingungen. Zwischen den Belägen und der Trägerplatte sind die federnden, manchmal auch leicht gewellten Zwischenlagen erkennbar. Auf diesen sind die vorderen Beläge aufgenietet. Sie lassen die Reibbeläge im eingekuppelten Zustand gleichmäßig anliegen und ermöglichen damit ein weiches Anfahren.
Das Drucklager – ein Radiallager – besteht aus drei Teilen. Das erste ist feststehend; es wird mit einer Klammer am Ausrückhebel befestigt. Das zweite lässt sich unabhängig vom ersten drehen und drückt gegen die drehende Tellerfeder. Das dritte Teil besteht aus einer Führungsbuchse (oder einem Axiallager), die auf der Getriebewelle für die passgenaue Funktion sorgt.
Die Tellerfeder bietet aufgrund ihrer besonderen Federkennlinie Erleichterungen im Alltagsbetrieb: Im Unterschied etwa zu Schraubenfedern, verlaufen die Kennlinien der Tellerfeder nicht linear. Die größte Ausrückkraft muss bei einer beginnenden Trennung aufgebracht werden, während ein voll durchgetretenes Kupplungspedal eine wieder geringere Kraft erfordert. Dies erleichtert die Bedienung der Kupplung, kann jedoch auch zu einem unnötig langen Durchtreten des Kupplungspedals verleiten, was die Mechanik wiederum belastet. Weiterhin können Tellerfedern aufgrund dieser besonderen Kennlinie so eingebaut werden, dass die Anpresskraft bei eintretendem Verschleiß des Kupplungsbelags zunächst nicht ab- sondern sogar zunimmt. Erst bei fortgeschrittener Belagabnutzung lässt die Federkraft nach. Dies birgt allerdings auch die Gefahr, dass mit völlig abgenutzten Kupplungsbelägen noch gefahren wird, was zu Beschädigungen der Kupplungsdruckplatte und der Schwungscheibe führen kann.

### Randfederkupplung
Früher waren auch Randfederkupplungen gebräuchlich. Dabei sind mehrere Hebel mit Schraubenfedern radial auf der Kupplungsscheibe verteilt. Die Funktionsweise ist wie bei einer Tellerfeder. Nachteile einer Randfederkupplung gegenüber einer Tellerfederkupplung sind:
- mehr bewegliche Teile
- daher teurer und schwerer
- höhere Unwucht bzw. Rundlauf ist schwerer zu handhaben
- empfindlich bei höheren Drehzahlen
- im Gegensatz zur Tellerfeder wird die Bedienkraft bei einem weiteren Weg des Ausrückhebels nicht kleiner, sondern größer
- die Einzelteile können Geräusche hervorrufen (rasseln, klappern)
- übertragbares Drehmoment fällt bei zunehmendem Verschleiß schneller ab[1]

Ein Vorteil ist, dass sich der Verschleiß des Kupplungsbelags rechtzeitig bemerkbar macht, bevor es zu Beschädigungen an der Druckplatte oder der Schwungscheibe kommen kann. Auch begünstigt die Randfederkupplung eine kupplungsschonende Fahrweise, weil das Durchtreten des Kupplungspedals die größte Kraft erfordert und daher vom Fahrzeugführer nur so kurz wir unbedingt nötig ausgeführt wird.

## Betätigungsarten

### Mechanische Betätigung

#### Kupplungsseil
Ein Kupplungsseil (Bowdenzug) überträgt (z. B. beim Motorrad oder Auto) die auf den Kupplungshebel wirkende Kraft auf den Ausrückhebel, der das Ausrücklager (Drucklager) betätigt. Dieses Lager trennt die Kupplungsscheibe vom Schwungrad und ermöglicht somit die Schaltvorgänge. Es ist einer hohen mechanischen Zugbelastung ausgesetzt und kann bei zu starkem Verschleiß reißen.
Bei einer etwas abgenutzten Einscheibentrockenkupplung verkleinert sich das Kupplungsspiel im Vergleich zu einer neuwertigen Kupplung. Um dennoch eine einwandfreie Funktion zu gewährleisten, muss das Kupplungsspiel durch Längeneinstellung des Kupplungsseils wieder vergrößert werden. Bei automatisch nachstellenden Kupplungsseilen bzw. bei hydraulisch betätigten Kupplungen ist das nicht erforderlich.

#### Gestänge
Über ein Gestänge mit mehreren Umlenkpunkten wird die Kraft zum Ausrücken (Trennung der Kupplung) auf den Ausrückhebel übertragen. Diese Variante ist nur noch selten gebräuchlich (z. B. Rasentrac) und erfordert bei starken Motoren wegen der höheren Andruckkräfte eine Kupplungshilfe. Das kann eine Totpunktfeder oder eine halbzentrifugale Kupplung sein. Früher wurde die Mechanik auch von Hydraulik oder Pneumatik unterstützt.

### Hydraulische Betätigung
Bei einer hydraulischen Betätigung befinden sich zwischen Kupplungshebel (Pedal) und Ausrückhebel keine mechanischen Bauteile; die Kräfte werden rein hydraulisch übertragen. Der grundsätzliche Aufbau ähnelt stark einer hydraulischen Bremsanlage. Der Kupplungshebel betätigt einen Hydraulikzylinder, wodurch über eine Hydraulikleitung der Arbeitszylinder den Ausrückhebel betätigt. Beim Lösen der Bedienkraft wird das System drucklos. Der Arbeitszylinder wird durch die Kupplungsfeder zurückgedrückt. Bei dieser Betätigungsart bleibt das Drucklager im ständigen Kontakt mit der umlaufenden Kupplungsfeder. Es muss deshalb anders dimensioniert (dauerhaft drehzahlfest) sein. Aufgrund dieser Eigenart ist diese Kupplung selbstnachstellend. Als Hydraulikflüssigkeit wird meist die Bremsflüssigkeit mitverwendet.

### Automatische Betätigung
Von einer automatisch betätigten Kupplung spricht man, wenn eine normale Schaltkupplung automatisch fremdgeschaltet wird. Fremdgeschaltet heißt, die Betätigungskraft wird von außen betätigt. Zur Steuerung der Kupplung müssen bestimmte Betriebszustände gemessen werden. Sensoren und Schalter erfassen:
- Motordrehzahl
- Getriebedrehzahl
- Geschwindigkeit
- den gewählten Gang
- Gaspedalstellung oder Stellung der Drosselklappe
- Den Wunsch zu Schalten. z. B. durch Berührung des Schalthebels.

Die Daten werden entweder über ein System von Relais, Schaltern und Hydraulikschaltungen umgesetzt oder von einer Elektronik verarbeitet, wobei ein Kennfeld abgearbeitet wird. Im Ergebnis betätigt ein Hydraulikzylinder den Ausrückhebel genau im richtigen Moment mit der richtigen Geschwindigkeit. Eine Magnetkupplung oder ein Elektromotor können auch direkt elektrisch angesteuert werden.
Im Gegensatz dazu steht die selbstschaltende automatische Kupplung. Diese schaltet aufgrund ihrer Bauweise selbst ohne Einfluss von außen. Zu dieser Gattung gehören Fliehkraftkupplung, Freilauf, Rutschkupplung und die hydrodynamische Kupplung.
Beispiel-Fahrzeuge mit automatischer Kupplung
- Hycomat / Saxomat (hydraulisch / mechanisch)
- Fiat Seicento Citymatic  (hydraulisch / elektrisch)

## Betätigungshilfen

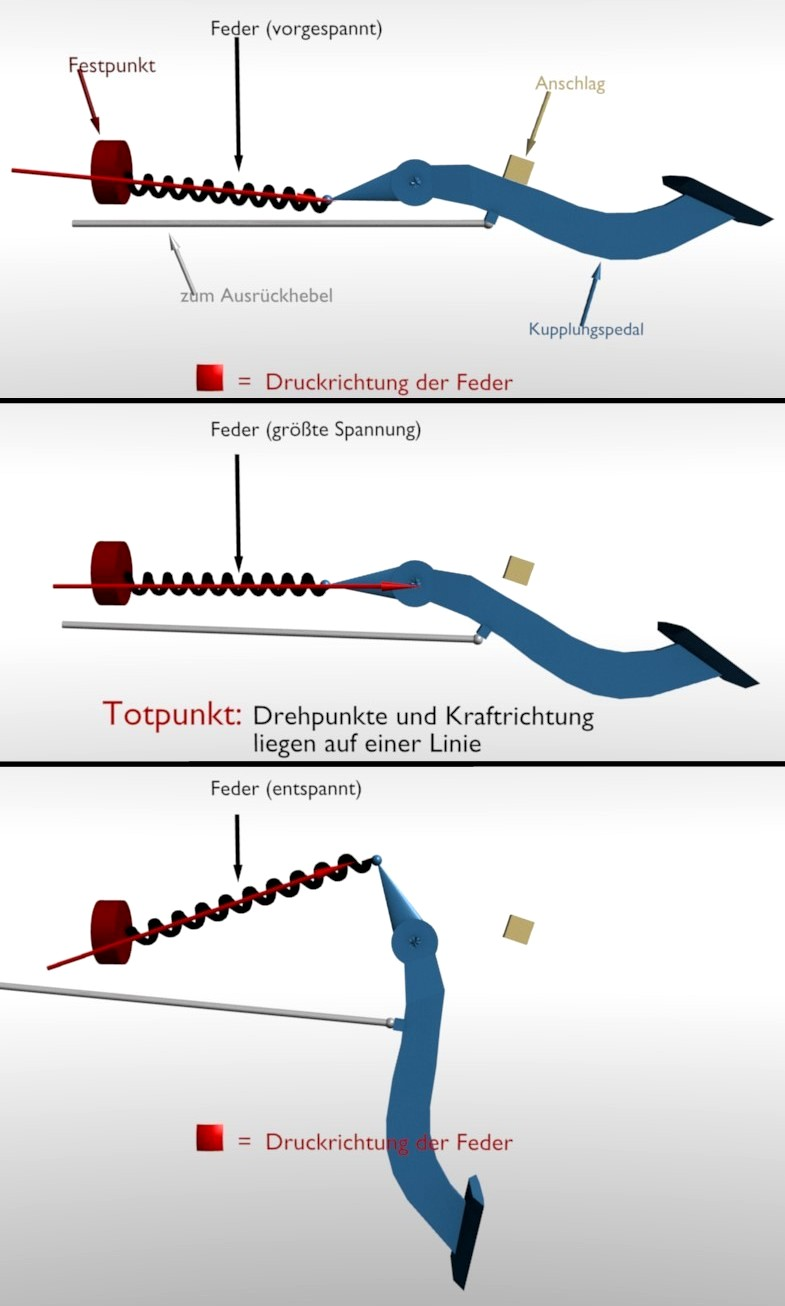
Funktion einer Totpunktfeder

Mit der Größe der Kupplung und der Höhe der übertragenen Drehmomente wächst die benötigte Betätigungskraft. Daher werden für eine leichtere Bedienung Betätigungshilfen eingesetzt. Dabei wirkt zusätzlich zur normalen Betätigung (z. B. mechanisch) eine hydraulische, pneumatische oder elektrische Unterstützungsmechanik. Die Kupplung ist aber auch bei Ausfall dieser Technik mit erhöhtem Kraftaufwand bedienbar.

### Totpunktfeder
Die einfachste Form der Unterstützung stellt die Totpunktfeder (auch Übertotpunktfeder genannt) dar. Am Kupplungspedal ist eine vorgespannte Feder in leicht versetzter Stellung zur Pedalwelle angebracht. Wird beim Treten des Pedals der Totpunkt überwunden, so entspannt sich die Feder in Betätigungsrichtung. Somit ist die benötigte Kraft zum Bedienen am Anfang des Pedalweges am größten und wird dann kleiner.

### Halbzentrifugalkupplung / Fliehkraftunterstützung
Die Halbzentrifugalkupplung ist eine Randfederkupplung, bei der die Betätigungshebel mit Gewichten ausgerüstet sind. Bei erhöhter Drehzahl werden die Gewichte nach außen gedrückt und die Hebel entlastet; die Betätigungskraft für die Kupplung wird kleiner.

### Pneumatische Unterstützung
Bei pneumatischer Unterstützung wird beim Treten des Pedals über ein gleichzeitig betätigtes Ventil Druckluft in einen Arbeitszylinder geleitet. Dieser drückt auf den Ausrückhebel. Statt Druckluft kann auch Unterdruck (wie bei einer Bremsanlage) verwendet werden.

### Hydraulische Unterstützung
Der Aufbau einer hydraulischen Unterstützung gleicht der hydraulischen Betätigung. Sie ist jedoch zusätzlich zu einer mechanischen Betätigung installiert.